# Крутая (приток Созы)
Крутая — река в России, протекает в Нагорском районе Кировской области. Устье реки находится в 22 км по левому берегу реки Соз. Длина реки составляет 21 км.
Исток реки на холмах Северных Увалов северо-восточнее деревни Зуевцы (Мулинское сельское поселение). Рядом находятся истоки рек Чёрная, Сумчина и Волмисная. Река течёт на северо-восток по ненаселённому, частично заболоченному лесному массиву.

## Данные водного реестра
По данным государственного водного реестра России относится к Камскому бассейновому округу, водохозяйственный участок реки — Вятка от истока до города Киров, без реки Чепца, речной подбассейн реки — Вятка. Речной бассейн реки — Кама.
Код объекта в государственном водном реестре — 10010300212111100030900.